# Шоргін Сергій Якович
Сергій Якович Шоргін (нар.. 1952, Кіровоград, Українська РСР) — математик, доктор наук, вчений в галузі інформатики, поет, перекладач поезії.

## Життєпис
Сергій Шоргін народився 1952 року в Кіровограді. Закінчив факультет обчислювальної математики і кібернетики Московського державного університету імені М. В. Ломоносова в 1974 році.
У 1979 році захистив дисертацію на ступінь кандидата фізико-математичних наук.
У 1980–1987 роках викладав в Інституті підвищення кваліфікації керівників і фахівців МРП СРСР
- Доктор фізико-математичних наук (1997), тема дисертації «Визначення страхових тарифів: Стохастичні моделі і методи оцінки»[3].
- Звання професора отримав у 2003 році.

З 1992 року працює в Інституті проблем інформатики РАН (ІПІ РАН) (нині — Федеральний дослідний центр «Інформатика і управління» РАН (ФІЦ ІУ РАН)). З 1999 по 2018 роки Сергій Шоргін працював заступником директора ІПІ РАН (ФІЦ ІУ РАН).
Заступник головного редактора журналів «Інформатика і її застосування» і «Системи і засоби інформатики». У 2000–2006 роках викладав у Російському економічному університеті імені Г. В. Плеханова.
З 1969 року живе в Москві. Одружений, має двох синів, двох онуків і внучку.

## Галузь наукових інтересів
Теорія ймовірностей, моделювання складних систем, актуарна (страхова) і фінансова математика.
Серед основних результатів — асимптотичний розклад і оцінки збіжності узагальненого біноміального розподілу, некласичні оцінки швидкості збіжності в багатовимірній центральній граничній теоремі, граничні теореми для складеного пуассоновського розподілу (теорія ймовірностей), факторізаційна модель страхового позову (актуарна математика).

## Основні наукові публікації
- Бенинг В. Е., Королёв В. Ю., Шоргин С. Я. Введение в математическую теорию актуарных расчётов. Учебное пособие. М., МГУ, 2002.
- Бенинг В. Е., Королёв В. Ю., Шоргин С. Я. Математические основы теории риска. М., ФИЗМАТЛИТ, 2007 (допущено учебно-методическим советом по прикладной математике и информатике УМО по классическому университетскому образованию в качестве учебного пособия для студентов высших учебных заведений, обучающихся по специальности 010200 «Прикладная математика и информатика» и по направлению 510200 «Прикладная математика и информатика»).
- Бенинг В. Е., Королёв В. Ю., Соколов И. А., Шоргин С. Я. Рандомизированные модели и методы теории надёжности информационных и технических систем. М., ТОРУС ПРЕСС, 2007.

Опубліковано понад 100 наукових робіт, включаючи статті в провідних наукових журналах — таких, як «Теорія ймовірностей і її застосування», «Вісник Московського університету», «Економіка і математичні методи», «Огляд промислової та прикладної математики», «Високі технології», «Journal of Mathematical Sciences». Співавтор трьох монографій, дві з яких є навчальними посібниками.
Сергій Шоргін входить до складу Оргкомітетів Міжнародного семінару з проблем стійкості стохастичних моделей і Всеросійського симпозіуму з промислової та прикладної математики.

## Поетичні переклади та вірші
З 1999 року Сергій Шоргін займається перекладом іншомовної поезії і написанням власних віршів. Серед перекладених ним віршів — твори класиків та сучасних авторів англійської, шотландської, американської (США), австралійської, канадської, польської, української, білоруської, словацької, німецької літератури. Учасник форуму-семінару " Століття перекладу " (www.vekperevoda.com) під керівництвом Євгена Вітковського (входить до складу Парламенту форуму).
Лауреат Конкурсу на здобуття міжнародної поетичної премії імені Петра Вегіна (2008).

## Ігрова діяльність
Брав участь в іграх спортивного варіанту « Що? Де? Коли?» (активно грав з 1998 по 2003 роки, головним чином, у команді « Неспроста»): дворазовий чемпіон вищої ліги чемпіонату Москви по ЩДК (1999–2000 і 2000–2001), багаторазовий чемпіон Суперліги МАК («телефонний чемпіонат») (1999–2007). Епізодично грав (до 2006 року) в команді Є. Каніщева (Сімферополь, Україна); в складі цієї команди — чемпіон України сезону 2003–2004 років. З 1998 року учасник ігор Інтернет-клубу "Що? Де? Коли? ". Неодноразовий призер чемпіонатів Інтернет-Клубу в складі команди «Древляни». Кілька разів грав у телевізійній « Своїй грі», був членом «Золотий дюжини».